# Eucharassus confusus
Eucharassus confusus är en skalbaggsart som beskrevs av Maria Helena M. Galileo och Martins 2001. Eucharassus confusus ingår i släktet Eucharassus och familjen långhorningar.
Artens utbredningsområde är Venezuela. Inga underarter finns listade i Catalogue of Life.